# Paperball
Paperball war eine deutsche Nachrichtensuchmaschine. Entwickelt wurde sie, aufbauend auf der Diplomarbeit von Friedrich Förster, von der Projektgruppe Kommunikations- und Informationstechnologie (KIT) der TU Berlin im Rahmen einer Kooperation mit der Gruner + Jahr-Tochter Electronic Media Service GmbH, über die schon der deutschsprachige Internetsuchdienst Fireball entwickelt wurde. Paperball durchsuchte in der ersten Version ca. 40 deutsche Tageszeitungen und war bis zum Start der Google Nachrichten-Suche die meistgenutzte Nachrichten-Suchmaschine in Deutschland. Inzwischen ist die Paperball-Website zwar noch aufrufbar, allerdings werden keine Ergebnisse mehr angezeigt.

## Entwicklung
Im März 2000 wurde die Betreibergesellschaft Netsearch GmbH von Gruner + Jahr gegen eine Aktienbeteiligung an Lycos Europe verkauft.
2003 wurde die zweite Version der Suchmaschine veröffentlicht. Das Angebot umfasste nun mehr als 100 deutsche Tageszeitungen sowie einige internationale Tageszeitungen. In den folgenden Jahren wurde Paperball stetig weiterentwickelt, u. a. auch mit Technologien der neofonie die später auch bei AOL und Web.de zum Einsatz kamen. Der Index wurde von Yahoo bereitgestellt.
2008 wurde die Suchmaschine inhaltlich und technisch grundlegend überarbeitet. Neben mehr als 3000 deutschen Quellen und 6 Millionen Nachrichten bietet Paperball seitdem ebenfalls eine Nachrichten-Suchmaschine für mobile Endgeräte. Der Index wurde von findo.de bereitgestellt.
Im Frühjahr 2009 wurde die Suchmaschine Paperball.de im Zuge der Abwicklung von Lycos Europe an „Münchener Unternehmer“ verkauft. Sie wird seitdem von der Paperball GmbH als „unabhängige Newssuche“ weitergeführt.
Neu aufgenommen wurde zuletzt der Bereich „Paperball Wissen“, mit dem von einer „Paperballcommunity“ ein „Wissenspool“ aufgebaut werden soll, mit Informationen zu Themen, die nicht von Wikipedia oder einem Lexikon abgedeckt werden.

## Nachweise
1. ↑  Friedrich "Fritz" Förster, Technische Universität Berlin. Archiviert vom Original am 21. Februar 1999; abgerufen am 1. Juli 2020.  Info: Der Archivlink wurde automatisch eingesetzt und noch nicht geprüft. Bitte prüfe Original- und Archivlink gemäß Anleitung und entferne dann diesen Hinweis.
2. ↑  https://web.archive.org/web/20050122214836/http://www.uni-protokolle.de/nachrichten/id/39044/
3. ↑  https://archive.md/20120912235146/http://www.tomshardware.com/de/gruner-jahr-vereint-fireball-und-lycos,news-713.html
4. ↑  Jo Bager: Fireball bleibt erhalten. In: heise.de. 26. März 2002, abgerufen am 3. Februar 2024.
5. ↑  Archivierte Kopie (Memento des Originals vom 16. Januar 2009 im Internet Archive)  Info: Der Archivlink wurde automatisch eingesetzt und noch nicht geprüft. Bitte prüfe Original- und Archivlink gemäß Anleitung und entferne dann diesen Hinweis.
6. ↑  http://www.pressebox.de/pressemeldungen/lycos-europe/boxid-213492.html
7. ↑  Über Paperball (Memento vom 7. März 2012 im Internet Archive), paperball.de, 21. September 2010.
8. ↑  Über Paperball (Memento vom 7. März 2012 im Internet Archive), paperball.de, 21. September 2010.